# ألان رافن
ألان رافن (بالدنماركية: Allan Ravn)‏ هو لاعب كرة قدم دنماركي في مركز الوسط، ولد في 4 فبراير 1974 في الدنمارك في مملكة الدنمارك. شارك مع منتخب الدنمارك تحت 19 سنة لكرة القدم ومنتخب الدنمارك تحت 21 سنة لكرة القدم. أما مع النوادي، فقد لعب مع نادي بروندبي.